# Platylabus monitus
Platylabus monitus är en stekelart som först beskrevs av Cresson 1868.  Platylabus monitus ingår i släktet Platylabus och familjen brokparasitsteklar. Inga underarter finns listade i Catalogue of Life.